# Solnedgang
Solnedgang er betegnelsen for det daglige fænomen, hvor Solen forsvinder bag horisonten. Fysisk set sker dette, fordi Jorden drejer om sin egen akse med en omdrejningstid på et døgn. Når solen stiger op over horisonten kaldes det for solopgang.
Tidspunktet for solopgang og solnedgang angives som tidspunktet hvor enten solens øverste kant eller dens midte rammer horisonten. Det er imidlertid sjældent at det bliver angivet hvilken metode der anvendes, og der er ofte flere minutters forskel på forskellige mediers angivelse af solens op- og nedgangstidspunkter.